# Lothar Foerster
Lothar Foerster (ur. 21 sierpnia 1865 w Konotopie k. Zielonej Góry (Kontopp), zm. 5 lipca 1939 w Sopocie) – prawnik, niemiecki urzędnik państwowy i konsularny.

## życiorys
Syn Heinricha. Jego żoną była Nelly Helene Hering. Ukończył studia prawnicze. W latach 1898–1910 pracownik pruskiej Służby Sądowo-Administracyjnej (Justiz- und Verwaltungsdienst) w Berlinie, m.in. w Ministerstwie Finansów (1898-1909), 1910 do 1919 prezydent (Regierungspräsident) rejencji gdańskiej. W okresie 1919–1920 pełnił funkcję komisarza Rzeszy ds pojednania w Gdańsku (Staatskommissar die Überleitung), sprawował zarząd nad miastem w imieniu aliantów oraz był tymczasowym kierownikiem alianckiego Urzędu Żywnościowego do spraw zaopatrzenia Gdańska (1920), w latach 1921–1923 był tamże kierownikiem konsulatu generalnego Niemiec. W maju 1923 przeszedł na emeryturę i przeniósł się z Gdańska do Sopotu, gdzie do śmierci mieszkał w willi przy Königsstrasse 6, obecnie ul. Armii Krajowej. Pochowany w Konotopie.